# Psychiatrisches Zentrum Nordbaden

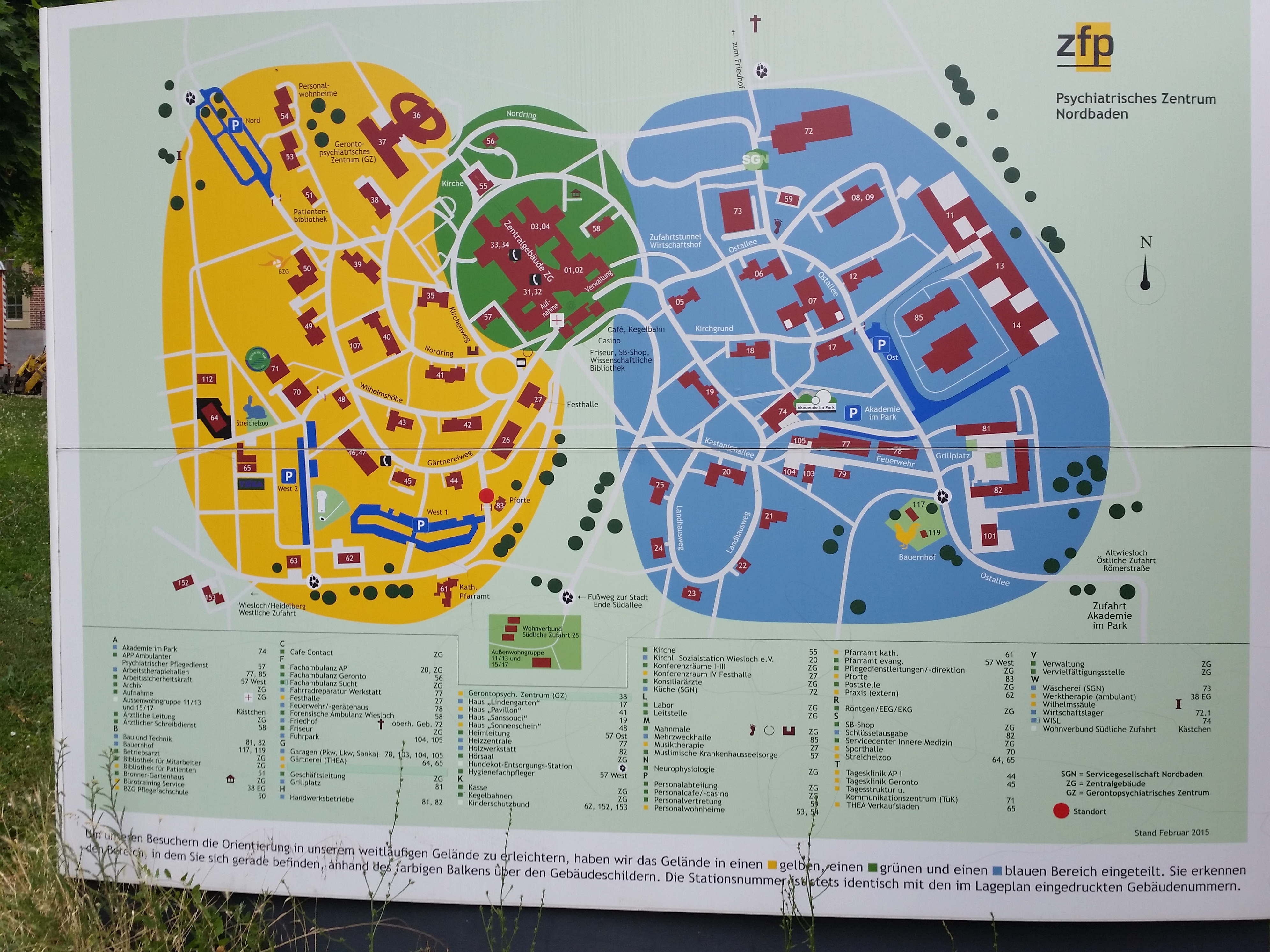
Schautafel mit Geländeplan

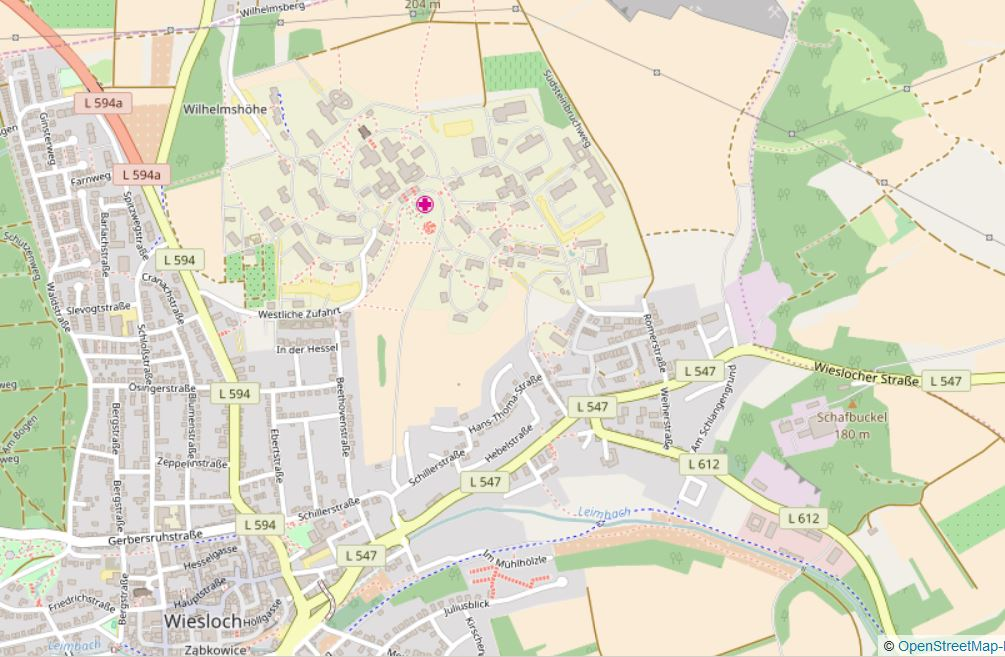
Psychiatrisches Zentrum Nordbaden und Umgebung

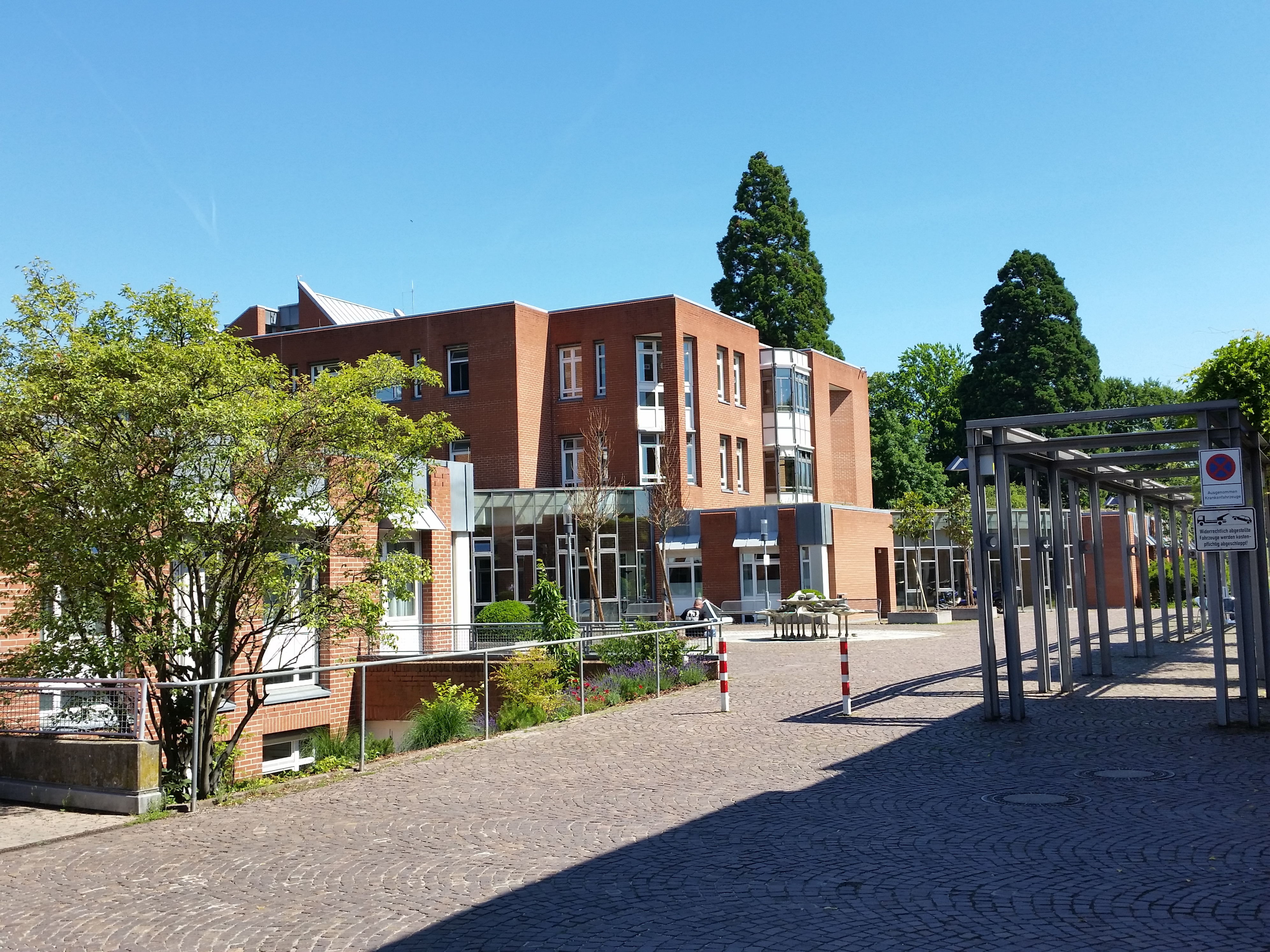
Zentralgebäude

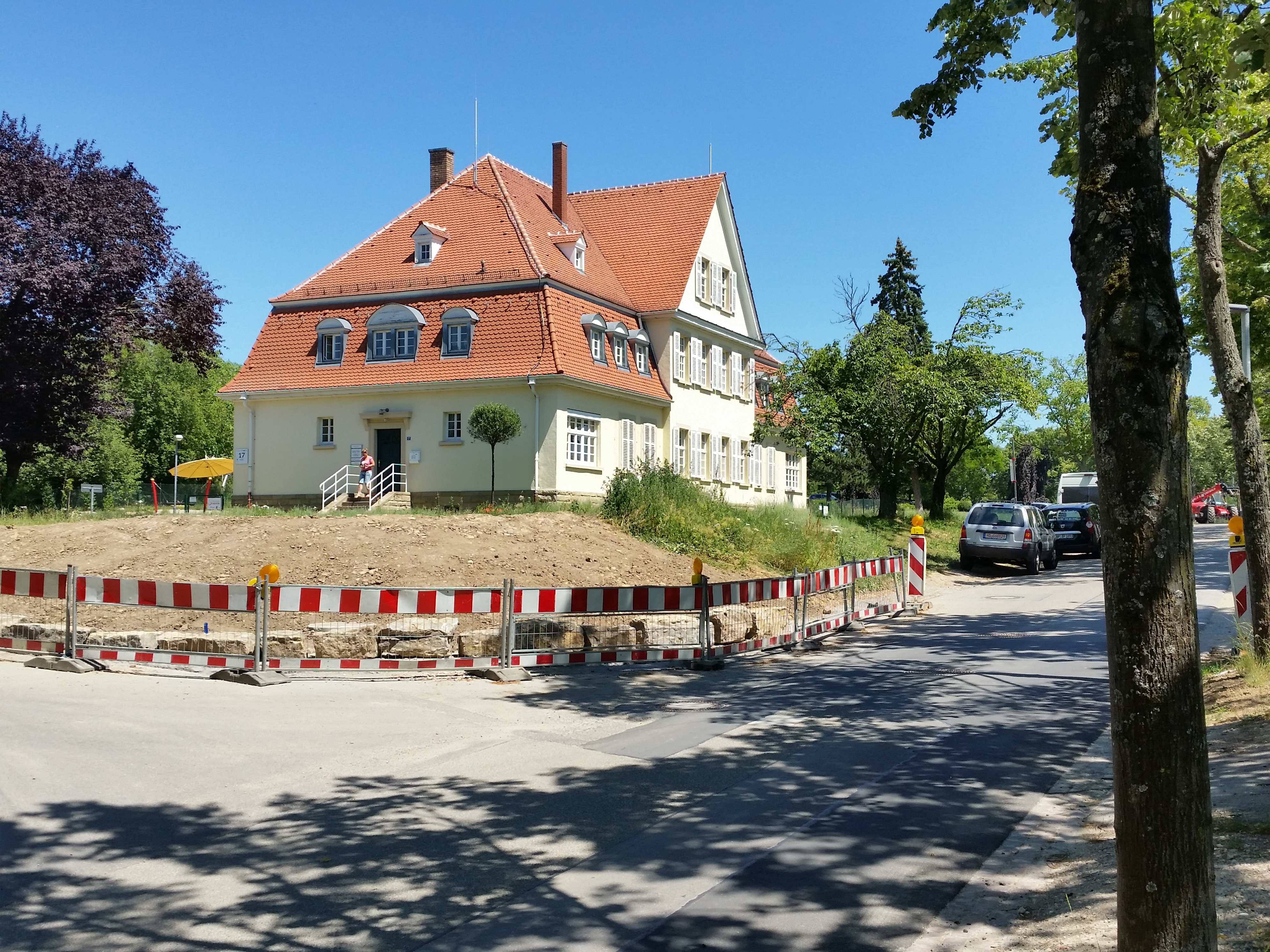
Praxis

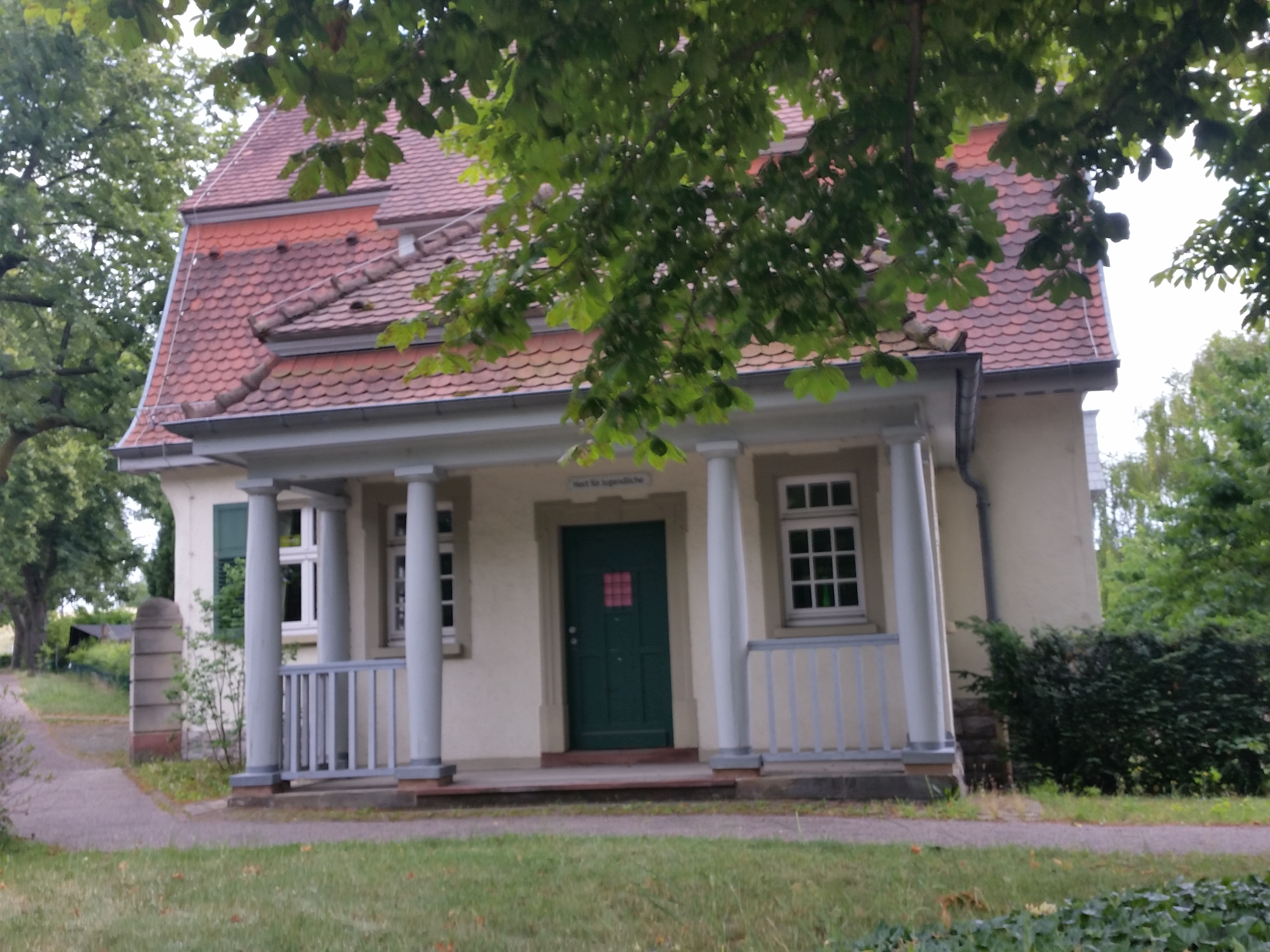
Haus für Jugendliche

Luftaufnahme PZN Wiesloch

Das Psychiatrische Zentrum Nordbaden (PZN) liegt in Wiesloch im Rhein-Neckar-Kreis im Nordwesten von Baden-Württemberg, wenige Kilometer südlich von Heidelberg. Das PZN umfasst einen parkartigen Gebäudekomplex am nördlichen Stadteingang von Wiesloch. Die Gebäude und die Parkanlage unterliegen dem Ensembleschutz. Das Krankenhaus hat sich in über 100 Jahren zu einem Fachkrankenhaus für Psychiatrie entwickelt. Es ist nach dem ZfP Südwürttemberg das zweitgrößte psychiatrische Fachkrankenhaus des Landes Baden-Württemberg und wie dieses ein rechtlich selbständiges Mitglied des Unternehmensverbands ZfP-Gruppe Baden-Württemberg. Das Zentrum ist akademisches Lehrkrankenhaus der Universität Heidelberg.
Die Kürzel „Psych“ bzw. „PLK“ (vom früheren Namen Psychiatrisches Landeskrankenhaus), „Anstalt“ (von der Rechtsform) oder schlicht „Wiesloch“ werden in der Region gelegentlich in abfälligem Sinn für Krankenhaus oder dessen geschlossene Abteilungen verwendet.

## Geschichte

### Planung und Bau
Im Großherzogtum Baden bestanden im Jahr 1900 zwar 2395 Betten im Bereich der Irrenfürsorge, doch waren die Psychiatrischen Universitätskliniken in Heidelberg und Freiburg im Breisgau sowie die drei bestehenden Anstalten in Pforzheim, Illenau und Emmendingen völlig überfüllt. Die Direktoren der drei badischen Irrenfürsorgeanstalten, die Herren Fischer, Ihle und Hardt, verfassten 1901 die Denkschrift über den gegenwärtigen Stand der Irrenfürsorge in Baden und deren zukünftige Gestaltung, in der der Bau von zwei neuen Anstalten angeregt wurde, eine davon in der Nähe von Heidelberg. Der badische Landtag stimmte am 27. Juli 1902 den Vorschlägen zu. Um die Errichtung bewarben sich rund 20 Gemeinden. Die Standortwahl war vor allem vom Landschaftsbild abhängig, da man die Anstalt nach dem Modell einer Gartenstadt errichten wollte. In Wiesloch fand man auf der Wilhelmshöhe eine attraktive Hanglage mit Fernsicht auf die Rheinebene und ins Leimbachtal, woraufhin die Stadt den Zuschlag zur Errichtung der Anstalt erhielt.
In die Planungsphase wurden die badischen Anstaltsdirektoren, der Referent für das Irrenwesen und die Bauräte Koch und Levy einbezogen. Die Bauräte besichtigten verschiedene Anstalten in Deutschland und der Schweiz und betrachteten anschließend die 1880–89 errichtete Anstalt in Emmendingen als mustergültig, da man dort das Prinzip der Trennung der Krankengruppen und die Unterscheidung von offenen und geschlossenen Abteilungen bereits weit vorangetrieben hatte.
Für Wiesloch plante Baurat Julius Koch daher auch eine Anlage aus lose angeordneten kleineren Gebäuden („Pavillons“), die sich längs von geschwungenen Wegen westlich und östlich der mittig angeordneten zentralen Verwaltungsgebäude erstrecken. Als bauliches Vorbild für die Planung diente die ebenfalls aus Pavillons um Zentralgebäude angelegte Einrichtung in Altscherbitz. Die Einrichtung war zur Aufnahme von rund 1000 Patienten konzipiert. Die ersten Planungen sahen Baukosten in Höhe von 7,2 Mio. RM vor, mussten deswegen dann 1903 überarbeitet werden, um im Kostenrahmen von 5 Mio. RM zu bleiben. Koch reduzierte die Gebäudezahl und erhöhte die Belegungszahlen der verbliebenen Gebäude, um weiterhin Platz für 1000 Patienten zu bieten, und kam schließlich auf eine Plansumme von 5,75 Mio. RM. Obwohl die Pläne immer noch den Kostenrahmen überschritten, wurden sie schließlich angenommen.
Das Gelände wurde ab Juli 1903 erschlossen. Das Wasser für die Anlage wurde aus Quellen im Maisbachtal gewonnen und über ein Pumpwerk in einen Hochbehälter auf dem Anstaltsgelände geleitet. Für das Abwasser wurde ein eigenes Klärwerk innerhalb der Anlage erbaut, von dem aus das geklärte Wasser in den Leimbach abgeleitet wurde. Die Hochbauarbeiten begannen im Frühjahr 1904. Innerhalb des ersten Jahres wurden vier Krankenpavillons, der Küchenbau, Teile des Verwaltungsgebäudes und ein Kesselhaus errichtet.

### Frühe Betriebsjahre
Am 20. Oktober 1905 nahm die „Großherzoglich Badische Heil- und Pflegeanstalt bei Wiesloch“ in diesen Gebäuden ihren Betrieb auf. Die ersten 50 Patienten wurden aus Emmendingen überstellt. Im weiteren Zug des Ausbaus nahm die Anstalt vor allem Patienten aus Heidelberg und Illenau auf.
Die Bauarbeiten auf dem Gelände wurden bis 1916 fortgeführt und kamen dann kriegsbedingt zum Erliegen. Bis dahin waren 27 Krankenhäuser, das Verwaltungsgebäude, zwölf Personalwohnhäuser (meist Doppelhäuser) sowie verschiedene Ökonomiegebäude (Küche, Waschküche, Werkstatt, Kesselhaus, Pumpwerk, Sektionshaus) fertiggestellt. Die Gebäude weisen verschiedene architektonische Spezifika auf. Das zuerst errichtete, abseits liegende Pumpwerk im Maisbachtal greift vor allem Elemente der englischen Landhausarchitektur auf. Das große Krankengebäude von 1904/05 hingegen gehört mit Eckquadern, geschweiften Gauben und Portalüberdachungen sowie mit großen Mansarddächern der neobarocken Ausprägung des Historismus an. Das Verwaltungsgebäude von 1905/06 wies Züge der Neorenaissance auf. Die kleineren Krankengebäude schließlich sind im bereits vom Historismus gelösten neuen Landhausstil im Sinne von Paul Schultze-Naumburg ausgeführt, der ab 1905 auch an der Gestaltung der Grünanlagen beteiligt war.
Im Mittelpunkt der Arbeit der Anstalt standen in den Anfangsjahren zunächst Arbeitstherapie in Landwirtschaft und Gärtnerei, aber auch die weitere Anlage der Grünflächen sowie der Straßen und Wege, für Frauen gab es Beschäftigungstherapien in Koch- und Waschküche sowie im Nähsaal. Zur Behandlung der Reizzustände der Kranken kamen überwiegend Dauerbäder und Schlafmittel zum Einsatz.
Im Ersten Weltkrieg wurden 38 Prozent des männlichen Personals zum Kriegsdienst eingezogen. 21 Kriegsteilnehmer ließen dabei ihr Leben. In der Anstalt selbst kam es infolge der Notzeit in den späten Kriegs- und frühen Nachkriegsjahren auch zu gehäuften Sterbefällen, hauptsächlich infolge der Hungersnot.
In den frühen 1920er Jahren wurden dann noch sechs weitere Personalwohnhäuser errichtet sowie der bereits vor dem Krieg begonnene Kirchenbau auf dem Gelände vollendet. Als man die Kirche beim 20-jährigen Jubiläum der Anstalt am 20. Oktober 1925 eingeweiht hat, bestanden 67 Gebäude, darunter 27 Krankenbauten, 22 Verwaltungs- und Wirtschaftsgebäude sowie 16 Wohngebäude mit insgesamt 73 Personalwohnungen.
Danach wollte man den bereits begonnenen zentralen Saalbau fertigstellen, doch die Weltwirtschaftskrise führte zunächst zu einer Vereinfachung der Baupläne und schließlich zur Einstellung der Arbeiten. Auch die inzwischen aufgenommene Außenfürsorge, z. B. durch die 1922 eröffnete Fürsorgestelle für Nerven- und Gemütskranke in Mannheim, musste komplett eingestellt werden.
Um 1930 konzentrierte man sich daher auf die Arbeitstherapie innerhalb der Anstalt, die inzwischen aus Feldarbeit, Obstbau, Seidenraupenzucht, Heilpflanzenanbau sowie Korbflechterei, Weberei und anderen Gewerken bestand. Von 1919 bis 1931 hatte man außerdem den Hohenhardter Hof zum Anbau von Lebens- und Futtermitteln gepachtet.

### Zeit des Nationalsozialismus
In der Zeit des Nationalsozialismus wurde die Anstalt immer mehr zu einem Leistungsbetrieb umgeformt, in dem weniger die Krankenfürsorge, sondern mehr der wirtschaftliche Ertrag im Mittelpunkt stand.
Nach 1938 wurden 1000 Patienten im Rahmen der Aktion T4 deportiert, die Anstalt diente auch als Zwischenstation für den Abtransport von 1000 Patienten aus der Umgebung. Zwischen 1940 und 1944 wurden 2.200 Frauen und Männer in der „Euthanasie“-Tötungsaktion nach Grafeneck und auch Hadamar verschleppt und ermordet. Die Anzahl der ab 1942 aufgrund von Verlegungen in andere Einrichtungen dort umgekommenen Patienten dürfte sich zwischen 800 und 1.000 bewegen.
Am 10. Juni 1941 wurden der Heil- und Pflegeanstalt Wiesloch mit einem Sammeltransport unter anderem die bisher in der Kreispflegeanstalt Geisingen untergebrachten zwei Juden M. K. und A. W. zugeführt. Sie wurden über ein Sammellager bei Stuttgart in das Generalgouvernement abtransportiert. Am 10. Juli 1942 unterrichtete Wilhelm Möckel das Ministerium des Innern in Karlsruhe darüber, dass die Anstalt „judenfrei“ sei.
Aus der von den Nationalsozialisten eingerichteten „Kinderfachabteilung“ der Psychiatrie wurden unter Arthur Schreck als Leiter der Abteilung mindestens zwölf Säuglinge und ältere Kinder getötet oder zur Tötung durch den Arzt Fritz Kühnke überlassen. Sieben Kinder wurden auf dem Anstaltsfriedhof beigesetzt, der noch zu Kriegszeiten auf Veranlassung des Anstaltsleiters Wilhelm Möckel eingeebnet wurde.
Das Haus war danach abwechselnd und zum Teil gleichzeitig Lazarett, Ausweichkrankenhaus und Flüchtlingslager. Weitere Opfer forderte ein Bombenangriff im Jahr 1944.
Auch die meisten der dort untergebrachten kranken und arbeitsunfähigen Zwangsarbeiter, nach dem Kriege auch IRO-Patienten (IRO = International Refugee Organisation, 1946 gegründet) genannt, überlebten ihren Aufenthalt nicht.

#### Aufarbeitung
Arthur Schreck war von Oktober 1945 bis April 1951 in Haft. Am 1. August 1954 wurden ihm die bürgerlichen Ehrenrechte zurückerkannt. Ministerpräsident Gebhard Müller begnadigte ihn offiziell im März 1958. Fritz Kühnke betrieb ab 1946 eine Praxis als Kinderfacharzt in Hamburg. Das 1963 gegen ihn wegen Totschlags in Gang gesetzte Verfahren wurde eingestellt. Gegen den damaligen Anstaltsleiter, Wilhelm Möckel, wurden die Ermittlungen eingestellt, nachdem ihn das Wieslocher Amtsgericht 1948 als „Widerstandskämpfer“ entlastet hatte.
Seit 1980 erinnert ein Gedenkkreuz vor der Krankenhauskirche an die Opfer des Nationalsozialismus, von denen einige auf dem Anstaltsfriedhof begraben sind.
Eine Initiative von Mitarbeitern und Kirchenvertretern ermöglichte es 1994, neben dem Zentralgebäude in Nähe des Rondells das aktuelle Mahnmal für die Euthanasie-Opfer zu errichten. Geschaffen hat es die Künstlerin Susanne Zetzmann. Es stellt einen zerbrochen, abgespaltenen Kreis dar.
Zum Gedenken an die so genannten IRO-Patienten wurde 2007 das IRO-Mahnmal oberhalb des Rondells an der Festhalle der Öffentlichkeit präsentiert. Geschaffen wurde es von der Künstlerin und PZN-Ärztin Elke Weickelt.
An die zwölf ermordeten Kinder der Kinderfachabteilung Wiesloch erinnert unterhalb des damaligen Tatorts, dem Haus 59, seit dem 27. Januar 2015 eine Erinnerungsstätte. Sie wurde im Rahmen der Gedenkfeier in Anwesenheit von Sozialministerin Katrin Altpeter eröffnet. Über die Mahnmale des PZN-Wiesloch informiert das Infoblatt „Erinnerung“.
Franz Peschke veröffentlichte 2012 eine umfassende Arbeit über die Heilanstalt im Dritten Reich. Bereits 2005 veröffentlichte er eine Arbeit über die Zwangsarbeiter im Flüchtlingslager Wiesloch.
Über die Geschichte der Heil- und Pflegeanstalt Wiesloch in nationalsozialistischer Zeit hat Frank Janzowski, Psychologe und ehemaliger Mitarbeiter des PZN, recherchiert. Erste Ergebnisse veröffentlichte er 2011. Zum Gedenktag an die Opfer des Nationalsozialismus erschien im Januar 2015 von ihm eine Monografie.

### Psychiatrisches Landeskrankenhaus ab 1953
1945 waren von den ursprünglich 27 Krankengebäuden nur noch vier von der Anstalt belegt, der Rest der Anlage diente als Notkrankenhaus. Erst 1953 waren alle anstaltsfremden Einrichtungen geräumt. Der Räumung der Gebäude folgten sukzessive Sanierungsmaßnahmen. Die Häuser wurden nach und nach wieder der psychiatrischen Versorgung mit bis zu 1.800 Betten zur Verfügung gestellt. 1953 erhielt die Einrichtung den Namen „Psychiatrisches Landeskrankenhaus Wiesloch“ (PLK), eine eigene Pflegepersonalausbildung wurde angeboten.
In der Nachkriegszeit stand zunächst wieder die Arbeitstherapie im Mittelpunkt der Maßnahmen für Kranke. In verstärktem Maß kam dann die Heilkrampfbehandlung durch Cardiazol hinzu, schließlich auch die Behandlung mit Psychopharmaka, die die allgemeine Reaktivierung der Kranken in der Arbeits- und Beschäftigungstherapie ungemein intensivierte. Im Rahmen der Soziotherapie wurde allmählich die anfangs noch praktizierte Geschlechtertrennung im Landeskrankenhaus aufgegeben.
Der starke Umbruch im Wesen der Anstalt führte schon während der 1950er Jahre zu einem Bedarf an den neuen Gegebenheiten angepassten Bauwerken. 1958 beantragte die Anstalt den Bau einer Großküche, einer Wäscherei mit Schneiderei, einer zentralen Heizanlage, weiterer Krankengebäude, eines Aufnahme- und Behandlungsbaus mit weiteren 200 Betten sowie eines Gemeinschaftsgebäudes für 500 Personen und weiterer Personalunterkünfte. Im Zuge der Baumaßnahmen wurden auch zahlreiche alte Gebäude modernisiert. Das größte der Bauvorhaben, der zentrale Aufnahme- und Behandlungsbau, konnte zunächst jedoch noch nicht verwirklicht werden. Stattdessen wurde der im Kirchgrund für die Forensische Psychiatrie errichtete Gebäudetrakt vorübergehend als Aufnahmestation genutzt.
Einhergehend mit dem Ausbau der Anlage wurden die anstaltsinterne Apotheke bedeutend erweitert und vor allem die Neuropathologie der Anstalt massiv ausgebaut. In der allgemeinen Therapie zogen physikalische Maßnahmen wie Heilgymnastik und Sport ein. Die Beschäftigungstherapie wurde in den 1960er Jahren diversifiziert und ausgebaut.
Während es in der Zeit von 1915 bis 1940 und dann wieder um 1955 zumeist um die 300 Beschäftigte im Pflegedienst gegeben hatte, stieg der Personalstand dieses Bereichs bis 1970 auf über 400 an und überschritt bis 1980 die Marke von 600 Pflegedienstkräften. Das Gesamtpersonal wuchs von etwa 400 Beschäftigten im Jahr 1950 auf etwa 1100 Beschäftigte im Jahr 1980 an. 1974 wurde das Krankenhaus in drei medizinische Behandlungseinheiten aufgeteilt.
Durch Inbetriebnahme des neuen Zentralgebäudes, das 1985 an der Stelle des abgerissenen alten Verwaltungsbaus entstand, kam es zu erheblichen räumlichen Verbesserungen. Die neue Psychiatrie-Personalverordnung ermöglichte 1990 auch eine deutliche Personalaufstockung. Nach Einführung der Pflegeversicherung fand 1995 eine Reorganisation des Pflegefall-/Langzeitbereiches in ein psychiatrisches Wohn- und Pflegeheim statt.

### Psychiatrisches Zentrum Nordbaden ab 1996

Altes Logo ab 1996

Das Psychiatrische Zentrum Nordbaden (PZN) erhielt 1996 eine neue Rechtsform für eine politisch geforderte Selbständigkeit.
2001 eröffnet das PZN unter der damaligen Bezeichnung Psychiatrische Klinik Bruchsal seine erste Klinik-Außenstelle in Bruchsal.
In Baden-Württemberg wurde 2002 auf Regierungsebene über die Zusammenfassung der neun Zentren für Psychiatrie in eine Landes-Holding verhandelt.
2003 wurden psychiatrische Institutsambulanzen für die Allgemein- und Gerontopsychiatrie und den Suchtbereich eingerichtet, 2004 folgten Tageskliniken für die Fachabteilungen Allgemeinpsychiatrie, Gerontopsychiatrie und Suchttherapie. 2006 konnte die Maßregelvollzugsstation 07 nach nur 13-monatiger Bauzeit eingeweiht werden. Ferner wurde am Kreiskrankenhaus Mosbach die zweite Außenstelle des PZN, damals „Psychiatrische Klinik Mosbach“ genannt, eröffnet. In Betrieb genommen wurden eine Tagesklinik, eine psychosomatische Station und eine psychiatrische Fachambulanz.
Das PZN verfolgte konsequent weiter das formulierte Ziel, wohnortnahe Behandlungsmöglichkeiten zu schaffen: Mit Eröffnung der damaligen „Psychosomatischen Klinik Schwetzingen“ am 4. April 2008 im damaligen Kreiskrankenhaus Schwetzingen wurde die Versorgung psychisch kranker Menschen im Rhein-Neckar-Kreis deutlich verbessert. Den Patienten stehen seither eine Tagesklinik, eine psychiatrische Fachambulanz (mit allgemeinpsychiatrischen und suchttherapeutischen Angeboten) sowie eine Station für Psychosomatische Medizin offen. Seit Oktober 2013 betreibt das PZN auch in Weinheim, an der GRN-Klinik Weinheim, eine Außenstelle. 2012 wurden alle PZN-Außenstellen umbenannt und sind heute in den jeweiligen Gemeinden unter dem Namen „Zentrum für Psychische Gesundheit“ bekannt.
2009 trat das PZN mit zwei Aktionskreisen (Neckar-Odenwald-Kreis und Rhein-Neckar Süd) dem bundesweiten „Bündnis gegen Depression“ bei. Die Krankenpflegeschulen der GRN Schwetzingen, Sinsheim/Eberbach und des PZN Wiesloch wurden in der „Bildungszentrum Gesundheit Rhein-Neckar GmbH“ unter einem Dach zusammengeführt. Die BZG offeriert auch die Möglichkeit, den Studiengang „Bachelor of Arts in Pflege“ zu absolvieren.
Hermann J. Fliß ist seit dem Rechtsformwechsel 1996 der erste eingesetzte Geschäftsführer des PZN Wiesloch. Nach 20 Jahren wechselt er zum Ende des Jahres 2015 in den Ruhestand. Seit Januar 2016 ist Anett Rose-Losert neue Geschäftsführerin.
Die baden-württembergischen Zentren für Psychiatrie änderten 2009 ihr Errichtungsgesetz und ihre Satzungen und treten künftig unter einer gemeinsamen Absendermarke „ZfP“ auf. Die Wort-/Bildmarke „ZfP“ wurde am 15. Dezember 2009 vom Markenamt in München als eingetragen bestätigt. Das Psychiatrische Zentrum Nordbaden wurde damit auch wiedererkennbar zu einem Unternehmen der ZfP-Gruppe Baden-Württemberg. Zu dieser Gruppe gehören auch die anderen ehemaligen Landeskrankenhäuser in Baden-Württemberg, insgesamt gehören sieben Einrichtungen zur ZfP-Gruppe. Sie behielten jedoch ihre rechtliche Selbstständigkeit.
Fluchten aus der Klinik für Forensische Psychiatrie und Psychotherapie (Maßregelvollzug im PZN) fanden u. a. am 7. November 2011, 26. April 2017, am 26. Juli 2017, und am 8. September 2023 Erwähnung in überregionalen Medien, finden aber nach einer Einschätzung der Klinikleitung von 2023 etwa 5 mal pro Jahr statt. Die Einrichtung verfügt über ein SMS-Bürger-Informationssystem, vgl. Webseite PZN Wiesloch.

### Ärztliche Direktoren
Liste der ärztlichen Direktoren von 1905 bis heute
| von  | bis       | Name                     |
| ---- | --------- | ------------------------ |
| 1905 | 1924      | Max Fischer              |
| 1927 | 1933      | Adolf Gross              |
| 1933 | 1945      | Wilhelm Möckel           |
| 1945 | 1948      | Adalbert Gregor          |
| 1949 | 1951      | Heinrich Kranz           |
| 1952 | 1974      | Kurt Hoffmann-Steudner   |
| 1975 | 1984      | Hans Gebhardt            |
| 1985 | 1985      | Ernst Bechtold           |
| 1986 | 1997      | Hans Dieter Middelhoff   |
| 1997 | 2003      | Rolf-Dieter Splitthoff   |
| 2004 | 2009      | Markus Schwarz           |
| 2009 | 2021      | Barbara Richter          |
| 2021 | bis heute | Jutta Kammerer-Ciernioch |

## Gliederung und Organisation
Die Einrichtung ist seit dem Rechtsformwechsel im Jahr 1996 eine Anstalt des Öffentlichen Rechts, seit 2009 ein Unternehmen der ZfP-Gruppe Baden-Württemberg. Das verantwortliche Ressort ist das Sozialministerium. Der Aufsichtsrat besteht aus sechs Personen. Die Geschäfte verantwortet Geschäftsführerin Anett Rose-Losert. Die Geschäftsleitung besteht aus neun Personen. Die Position der Ärztlichen Direktorin wurde 2009 erstmals seit Gründung der Einrichtung einer Frau, Barbara Richter, übertragen.

### Therapie- und Versorgungsformen
Fachärztliche psychiatrische Versorgung und Psychotherapie, psychiatrische Krankenpflege, Forensische und Gerontopsychiatrie, Sucht-Therapie (auch: Alkoholsucht, Niederschwelliger Drogenentzug und Suchtrehabilitation), Bewegungstherapie, Kunsttherapie, Musiktherapie, Arbeitstherapie in der Ergotherapie, Schuldnerberatung, Seelsorge, Sozialdienst, Dialektisch-behaviorale Therapie von Borderline-Störungen (DBT), Mutter-Kind-Behandlung, Interdisziplinäre Schmerzkonferenz Wiesloch.

### Die einzelnen Kliniken
Es bestehen sechs eigenständige Kliniken:
- Allgemeinpsychiatrie, Psychotherapie und Psychosomatik I
- Allgemeinpsychiatrie, Psychotherapie und Psychosomatik II
- Gerontopsychiatrisches Zentrum
- Forensische Psychiatrie und Psychotherapie (Maßregelvollzug)
- Suchttherapie und Entwöhnung
- Psychiatrisches Wohnheim
- und ein Ambulanzzentrum

Zur bedarfsgerechten psychiatrischen Versorgung der Patienten bieten alle Kliniken der Facheinrichtung für Erwachsenenpsychiatrie stationäre, ambulante (Fachambulanzen) und tagesklinische Behandlung an. Es bestehen Außenstellen in Bruchsal, in Mosbach an der Neckar-Odenwald-Klinik in Mosbach, an der GRN-Klinik Schwetzingen und seit Oktober 2013 in Weinheim an der GRN-Klinik (Zentrum für Psychische Gesundheit Weinheim). In Wiesloch wie auch an den Standorten der Außenstellen runden psychosomatische Angebote das Behandlungsangebot ab. Seit 2021 wird auch die Stationsäquivalente psychiatrische Behandlung StäB angeboten.
Das Krankenhaus verfügt seit 1998 über ein eigenes Bildungs-, Veranstaltungs- und Tagungsinstitut die Akademie im Park, eine eigene Küche mit Personalcasino sowie über eine Wäscherei (ausgelagert an die „Servicegesellschaft Nordbaden mbH“, kurz SGN, seit 2006), eine staatlich anerkannte Gesundheits- und Krankenpflegeschule (ausgelagert an die Bildungszentrum Gesundheit Rhein-Neckar GmbH, kurz BZG, gegründet 2009), eine Gärtnerei zur Anlagenpflege und über verschiedene handwerkliche Gewerke. Aufgrund der Größe unterhält die Klinik eine eigene Werkfeuerwehr mit 22 Feuerwehrleuten.

### Allgemeine Angaben
- Areal/Fläche = 96 Hektar
- 79 Gebäude, davon 35 Krankengebäude – 47 Gebäude stehen unter Denkmalschutz
- pro Jahr rund 10.000 Neuaufnahmen
- ca. 1.100 Betten/Therapieplätze
- Verweildauer: im Durchschnitt rund 25 Tage im Krankenhausbereich
- Mitarbeitende: rund 1.850 (58 % der Mitarbeiter arbeiten im pflegerisch/therapeutischen Bereich) sind in rd. 55 Berufsgruppen tätig